# Kernäquivalent

Vergleich der Zellstruktur von Eukaryoten und Prokaryoten

Als Kernäquivalent, oder Nucleoid (auch Nukleoid, wörtlich „das Kernähnliche“, gelegentlich findet sich auch die Bezeichnung Kernsphäre) wird der Bereich in einer prokaryotischen Zelle (Protocyte) bezeichnet, der von der DNA ausgefüllt ist. Bei Prokaryoten (Bakterien und Archaeen) ist die DNA ein in sich geschlossenes, dicht gepacktes Molekül, das frei im Cytoplasma liegt und nicht wie bei eukaryotischen Zellen (Eucyten) von einer Kernhülle umschlossen wird.
Das Nucleoid ist dem Zellkern der Eucyten funktionell gleichwertig (äquivalent), weil es durch die Genexpression das Wachstum, die Entwicklung und den Stoffwechsel der Zelle steuert. Ein wichtiger Unterschied ist jedoch, dass durch den Zellkern die Transkription von der Translation räumlich getrennt wird, während diese beiden Prozesse im Nucleoid der Bakterien gekoppelt passieren. Nucleoide heben sich auf elektronenmikroskopischen Abbildungen deutlich vom umgebenden Cytoplasma ab.

## Nucleoide bei Organellen
Eine Reihe von Organellen der eukaryotischen Zellen – etwa die Plastiden (Chloroplasten, Leukoplasten, Rhodoplasten etc.) einerseits oder die Mitochondrien und Hydrogenosomen andererseits – haben ein eigenes DNA-Genom, soweit es nicht im Lauf der Evolution vollständig auf den Zellkern der Eucyte übertragen wurde (wie etwa bei den Mitosomen aus der Mitochondrien-Verwandtschaft und fast allen Hydrogenosomen). Auch dieses Genom liegt verdichtet in einem Nucleoid (oder auch mehreren), man spricht dann von cp-Nucleoiden (bei Plastiden) oder mt-Nucleodien (bei Mitochondrien). Die Konturlänge der DNA (die tatsächliche Länge des ausgerollten Molekülstrangs) liegt bei den Chloroplasten der Landpflanzen beispielsweise bei etwa 30 bis 60 µm, bei einem gesamten Durchmesser dieser Organellen von etwa 4 bis 8 µm.

## Histonähnliche Proteine
Die DNA von Bakterien, wie auch von Plastiden und Mitochondrien ist zwar nicht mit echten Histonen assoziiert (diese gibt es nur in den Zellkernen der Eukaryoten und in Vorstufen bei Archaeen). Das dichte Packen der DNA in ein Nukleoid wird bei diesen Gruppen durch Proteine bewerkstelligt, deren Funktion daher histonähnlich ist (englisch histone like protein, HLP – d. h. analog zu Histonen). Diese sind HU in Bakterien (z. B. H-NS), Abf2 in Mitochondrien und HC (Akronym für englisch histone-like protein of chloroplast) in den Chloroplasten von Rotalgen wie beispielsweise  Cyanidioschyzon merolae (Cyanidiales).
Die histonähnlichen Proteine dieser drei Gruppen sind in Übereinstimmung mit der Endosymbiontentheorie untereinander homolog, d. h., es kann ein gemeinsamer evolutionärer Ursprung von HU, Abf2 und HC angenommen werden. Zwischen den Nucleoiden der Bakterien und der von ihnen abgeleiteten Organellen (soweit dort vorhanden) einerseits besteht zu den Zellkernen der Eucyten andererseits dagegen nur eine funktionelle Ähnlichkeit (Analogie). Die bei Archaeen gefundenen histonartigen Proteine weisen dagegen mit den echten Histonen der Eucyten auch strukturelle Übereinstimmungen auf (Homologie), was eine Abstammung der Eukaryonten von den Archaeen nahelegt (Eozyten-Hypothese).